# 201X
『201X』（原題：Die Jahrhundertlawine）は、ドイツ、フランス、オーストラリア、ベルギーの映画作品。

## キャスト
- ヴァンサン・ペレーズ - マルク
- デジレー・ノスブッシュ
- アラダン・レイベル
- ジャック・スピエセル
- エヴァ・ハーバーマン